# Тхаґі

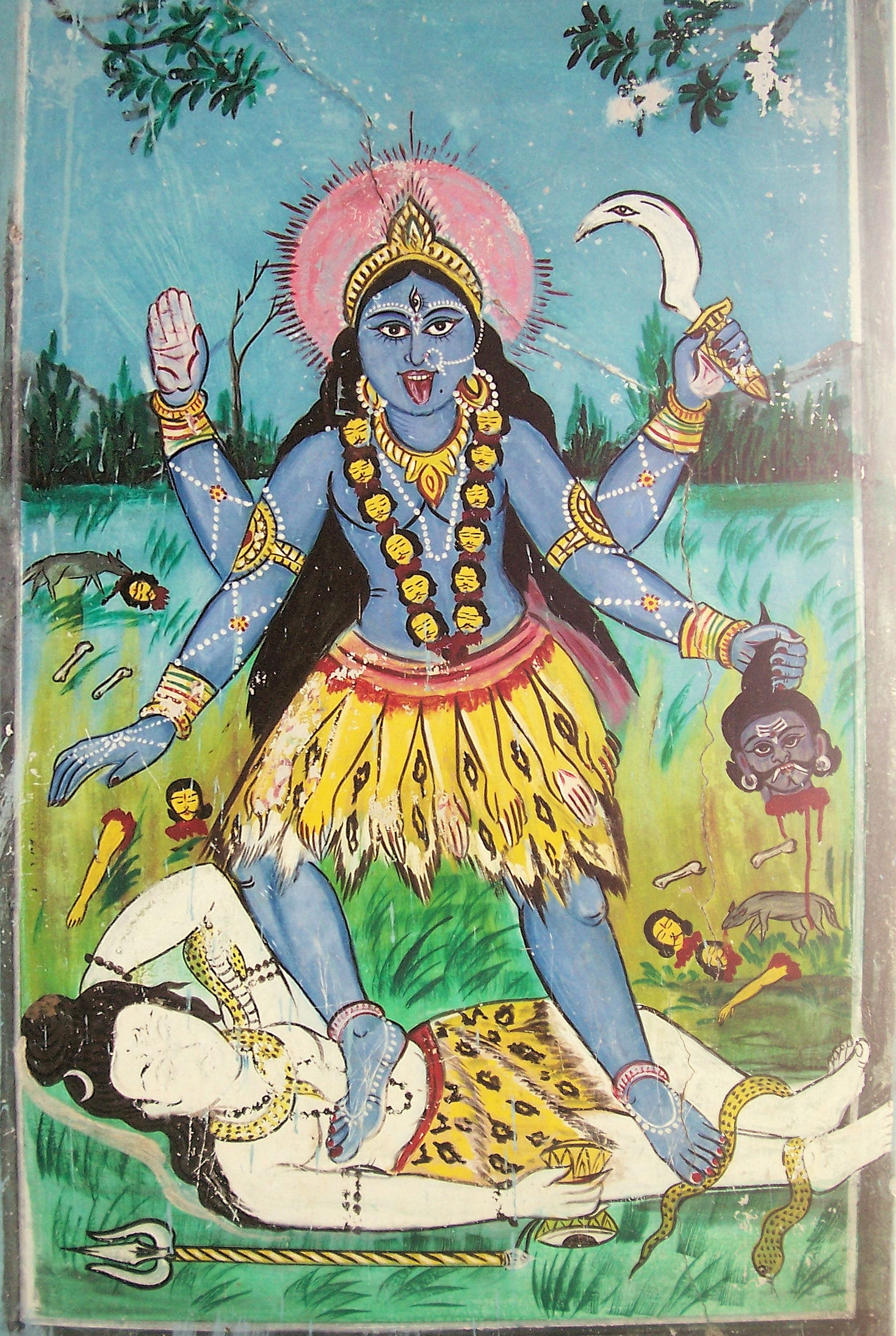
Богиня Калі

Тхаґі (англ. Thuggee, санскр. ठग, трансліт. ṭhag, дос. «ошуканець») — давня індійська релігійна секта, що проіснувала до середини 19 століття, здобувши репутацію вправних злодіїв, грабіжників і убивць. Їхній культ включав поклоніння богині Калі і виражався в людських жертвоприношеннях.

## Секта
Основною діяльністю тхаґів було пограбування караванів паломників або купців. Їхній метод полягав у тому, що вони проникали в групу, пропонували свої послуги від її імені, входили в довіру, а потім вбивали їх уві сні й грабували все їхнє майно. Члени секти вбивали своїх жертв шляхом удушення (кажуть, що зашморгом, але, схоже, насправді це був шарф або хустка, звідси термін «румал», що в сучасній бенгальській мові означає «хустка»), а потім приховували їхні тіла. Іноді жертв захоплювали й тримали в полоні, перевозили до храму, присвяченого богині, і приносили в жертву. Ці ритуали відбувалися у святковій атмосфері з музикою, танцями та вживанням оковитої; згідно з їхньою культурою, кожна смерть, присвячена богині, наближала її прихід на Землю.
Завдяки своїй винятковій майстерності в удушенні, вони часто служили найманими вбивцями для сильних світу цього: значні винагороди за вбивства дозволяли членам конфедерації фінансувати свій культ, а також використовувати дружбу і високі зв'язки, які забезпечували захист і гарантії. Ситуація погіршилася, коли навіть деякі впливові індійські діячі почали поклонятися кровожерливій богині Калі.
Після британського вторгнення і проголошення Індії колонією імперії, бандитів одразу почали сприймати як тхаґів і боротися проти них як проти злочинців. Однак членство в громаді знатних індійських джентльменів було широко розповсюдженим, що заважало розслідуванням ополченців Її Величності, оскільки ці дворяни надавали захист, і різні групи концентрувалися на їхніх територіях, де вони знали, що перебувають у безпеці.
Насправді членів секти називали «фансігар», що на індійському діалекті означає «душителі». Коли британці прибули до Індії, вони вже існували кілька століть. Згідно з гіпотезою, сформульованою генералом Вільямом Сліманом (англ. William Sleeman), вони були далекими нащадками загадкового війська сагартів, згаданого в працях Геродота, які воювали, озброєні шкіряною петлею і кинджалом. Вплив цих постатей на колективну уяву британців був настільки сильним, що до початку 19 століття слово «thug» в англійській мові набуло значення «злочинець» або «горлоріз». Задушених жертв розчленовували як підношення богині Калі, яка, бувши захисницею найслабших, вимагала щадити жінок, сліпих, інвалідів та вигнанців.

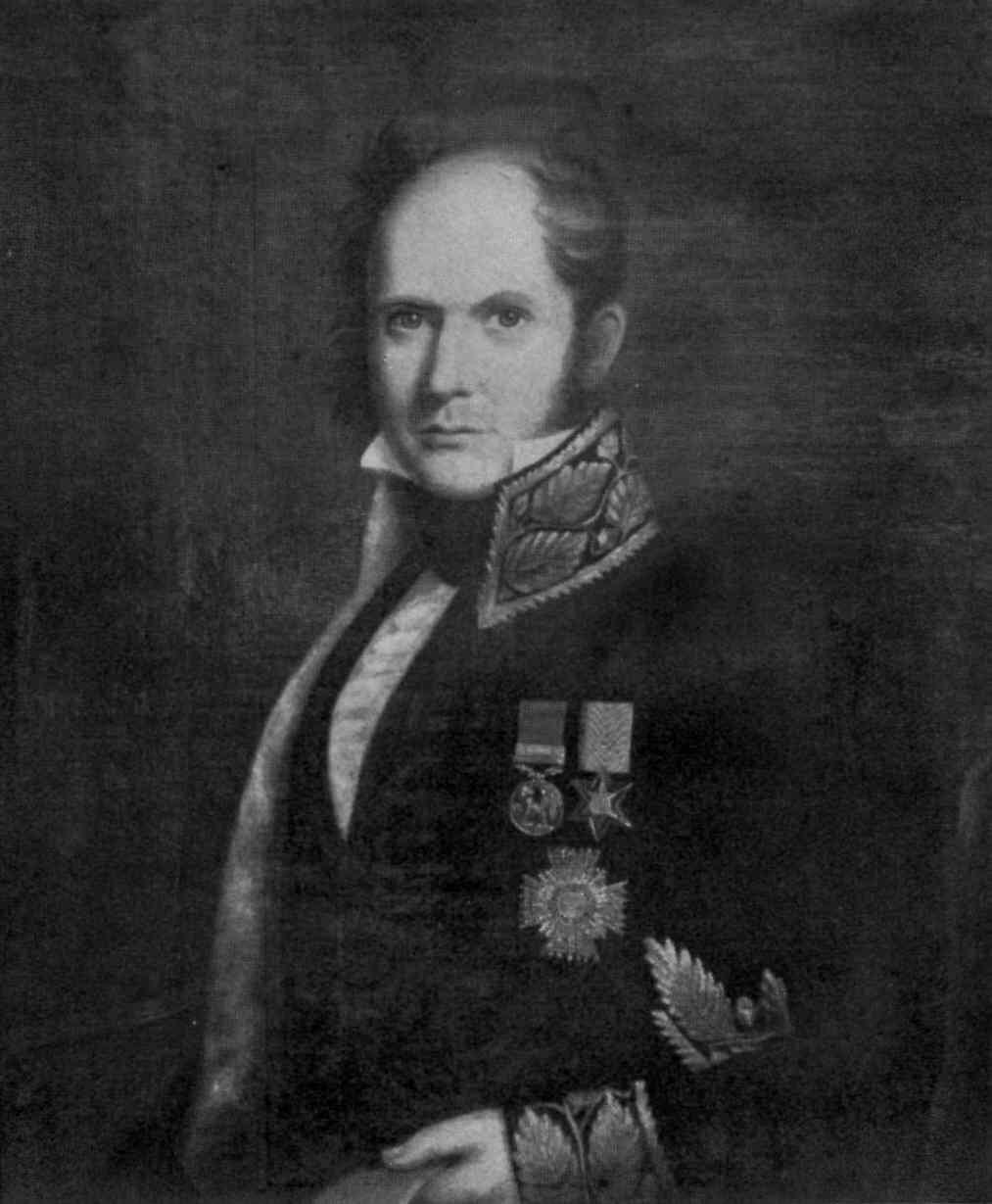
Вільям Сліман

Після закінчення рейдів члени секти збиралися на «тупоні» — своєрідний ритуальний бенкет, що складався з "гур", тростинного цукру-сирцю. Після молитви, яку виголошував лідер, частину його закопували на честь богині Калі, а решту роздавали учасникам вбивства. Головорізи були забобонні й вважали передвісниками нещастя змію, що перебігла дорогу, вовче виття чи іржання віслюка. Вони володіли таємним кодом під назвою «рамасі», за допомогою якого спілкувалися. Наприклад, прикладання руки до рота означало, що небезпеки немає, а наближення до горла — що хтось наближається. Кодекс передавався від батька до сина лише тоді, коли останнього посвячували в секту у віці десяти-дванадцяти років.
Згідно з міфом про походження секти, під час створення світу богині Калі довелося боротися з чудовиськом-людожером, породженим Брахмою. Вона вражала його мечем, але з кожної краплі крові монстра народжувалися нові демони. Втомлена, богиня сіла і витерла рясний піт шматком тканини, взятим з її одягу. Потім вона створила зі свого поту двох чоловіків і довірила їм шматок тканини, яким витиралася сама, щоб вони допомогли їй у боротьбі. Дійсно, задушивши демонів тканиною, більше не проллється кров і не народяться нові демони. Наприкінці битви богиня-переможниця наказала двом душителям назавжди зберегти використану тканину, називати її в майбутньому таємною назвою «румль» і передавати у спадок своїм нащадкам. Ним вони душили всіх, хто не належав до їхнього роду, за винятком жінок, аскетичних жебраків, торговців нафтою, гончарів, ювелірів, дресувальників слонів, музикантів і майстрів танцю. Таким чином, право на вбивство було божественно виправдане. Варто також зазначити, що особлива пошана була спрямована на кирку, якою копали могили жертв. Ця кирка, що називалася «кадалі», згодом отримала священну назву «кусі», а за первісною легендою, це був один із зубів богині Калі, посланий бандитам, щоб допомогти їм легко копати землю.

## Ритуал убивства
Як і у всіх сектах, кожен член мав свою роль у вбивстві людини. «Шумші» (ті, що тримають руки) накидалися на жертву, притискаючи її до землі, тоді як «бхуттоте» (вбивця) знімав «румал» (тканину, зав'язану навколо талії) і повільно душив жертву. Позбавлятися тіл мали «белха» та «лугаї». Після того, як з жертв знімали всі прикраси, одяг, обладунки та особисті речі, їх відвозили й ховали в місцях, викопаних «белха», як правило, в ямах, виритих у землі, або ямах у річище струмків. Щоб тіла не роздувалися через розкладання, спричинене спекою, «лугаї» розрізали трупам животи, виколювали очі, ламали кінцівки та різали шкіру.

## Річкові тхаґі
Близько 300 головорізів діяли вздовж священної річки Ганг, заманюючи паломників на свої розкішні човни. Фундаментальна відмінність від інших головорізів полягала в тому, що жертв кидали прямо в Ганг. Інша суттєва відмінність полягала в методології нападу. Коли визначена ціль була на човні, він прямував до центру річки, і за сигналом, що відповідав трьом ударам по палубі, головорізи накидалися на жертву і придушували її. Потім труп нахиляли назад, щоб зламати хребетний стовп, і скидали в річку.

## Знищення секти

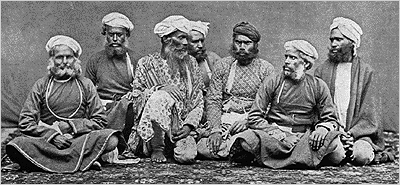
Група тхаґів захоплена британською армією

У 1830 році Вільям Сліман (англ. William Sleeman), заступник губернатора, розпочав інтенсивну кампанію, яка включала фактичне полювання на членів культу, що включало важкі допити ув'язнених (яким обіцяли свободу в обмін на інформацію). Протягом 7 років культ значно зменшився, а ще через кілька років повністю вимер. Неможливо точно встановити, коли секта припинила своє існування, але достеменно відомо, що до 1890 року вона вже була повністю ліквідована. Насправді більшість історій про знищення міфічної секти походять з розповідей британських офіцерів на службі у Слімана, і ці розповіді не мають під собою певного підґрунтя.
У 1904 році британські офіцери розкрили змову, організовану групою людей, відданих ідеалам бандитів, що викликало велике занепокоєння і породило сумніви в тому, чи дійсно група вимерла. Це був поодинокий випадок, але відсутність єдиного органу, відповідального за розслідування, а також той факт, що головорізи могли легко покинути межі Британської імперії, щоб уникнути переслідування, змусили декого вважати, що культ просто зменшився в розмірах, не бувши повністю розгромленим.
Однак історики загалом вважають, що історії про головорізів можна порівняти з теоріями, які призвели до виникнення інквізиції, надаючи британським чиновникам інструмент для легального підпорядкування та знищення будь-якої потенційної форми опору британському колоніалізму в очах громадськості.

## Дискусія
Сучасні історики сходяться на думці, що міф про головорізів був радше перебільшенням деяких реально наявних угруповань, що мали певні характеристики, такі як бандитизм і розбій, і які були навмисно демонізовані британцями. У цьому сенсі історія бандитів розглядається як один з найяскравіших прикладів конструювання міфу з орієнталістським підтекстом.